# St. Moritz Olympic Ice Rink
Le St. Moritz Olympic Ice Rink (Eisstadion Badrutts Park en allemand) est un stade extérieur situé à Saint-Moritz, en Suisse.
Ce stade a accueilli les cérémonies d'ouverture et de clôture et les compétitions de hockey sur glace, de patinage de vitesse et de patinage artistique lors des Jeux olympiques d'hiver de 1928 et de 1948,,.